# Hondures Britànica
Hondures Britànica és l'antic nom d'una colònia britànica establerta a l'Amèrica Central, al sud-est de Mèxic i que actualment constitueix l'estat de Belize. A principis del segle xvii, els mariners anglesos havien començat a tallar fusta a parts de la costa d'Amèrica Central sobre les quals els espanyols exercien poc control, els primers colonitzadors hi van arribar el 1638 i a principis del segle XVIII s'havia establert un petit assentament britànic al riu Belize, tot i que els espanyols es van negar a reconèixer el control britànic sobre la regió i sovint van desallotjar els colons britànics. En el tractat de París de 1783 i la convenció de Londres de 1786, Espanya va donar a Gran Bretanya el dret de tallar fusta de caoba i altres arbres a la zona entre el riu Hondo i el riu Belize, però Espanya va conservar la sobirania sobre aquesta zona. En 1850, durant la guerra de Castes, Guatemala i la Gran Bretanya van signar el tractat Wyke-Aycinena per definir les seves fronteres, i després del tractat Clayton-Bulwer de 1850 amb els Estats Units, Gran Bretanya va acceptar evacuar els seus colons de les Illes de la Badia i Mosquitia, però va mantenir el control de l'assentament al riu Belize. El 1862, Gran Bretanya va establir la colònia de la corona d'Hondures Britànica fins al 1964, quan va obtenir un autogovern. El nom del territori va canviar a Belize el 1973.